# Drátový rezistor

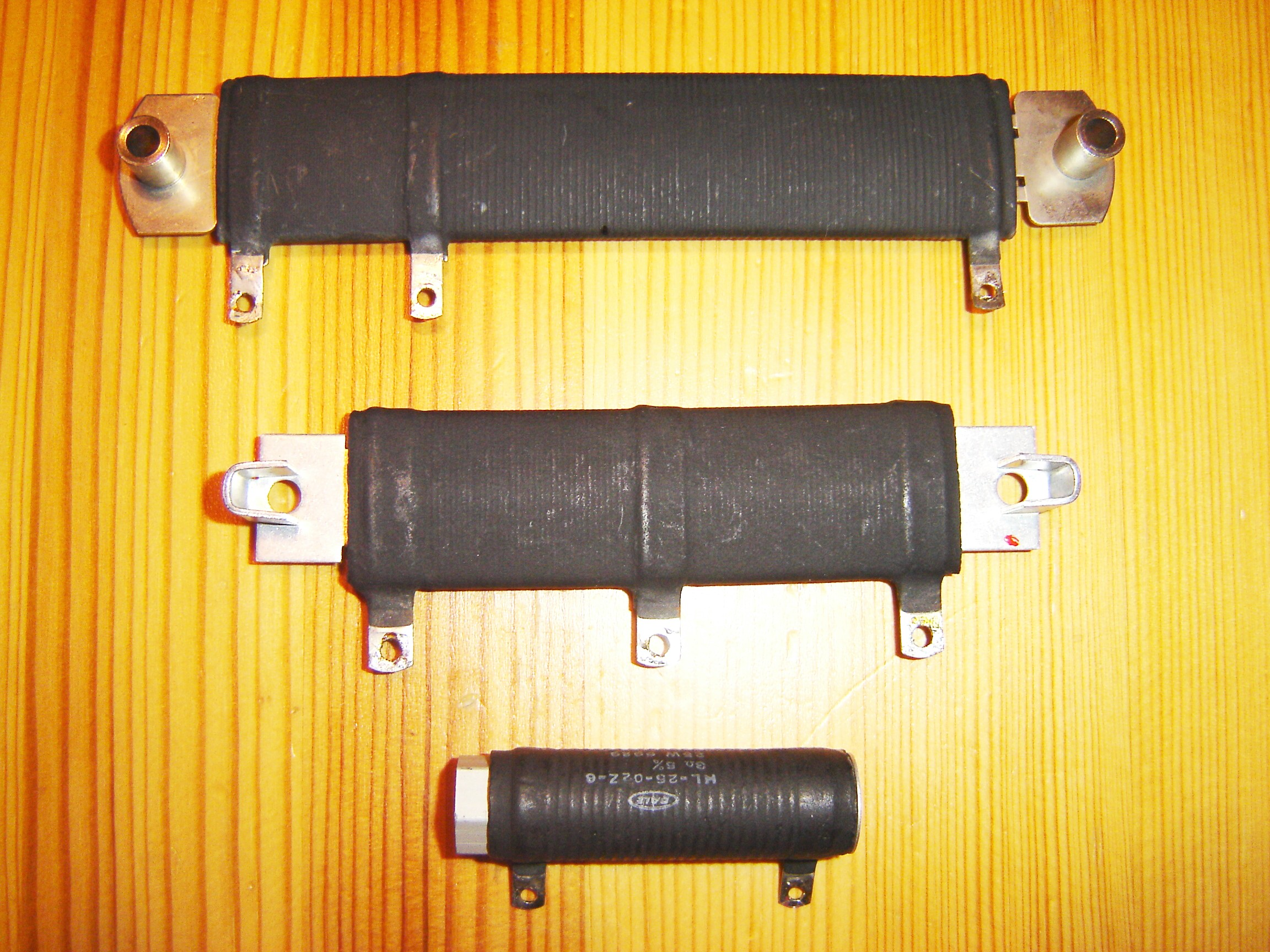
Drátové rezistory izolované

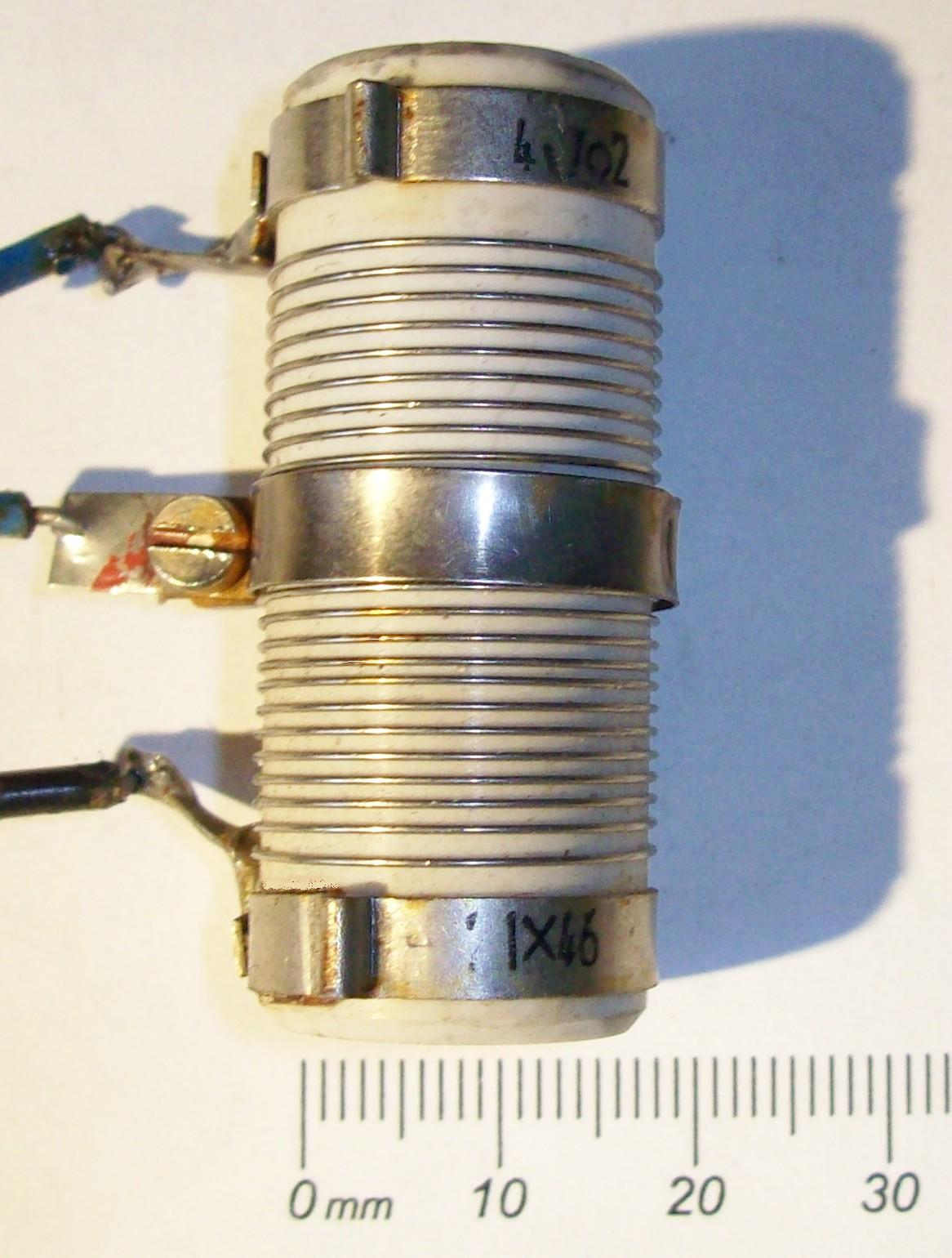
Typické provedení neizolovaného drátového rezistoru s odbočkou

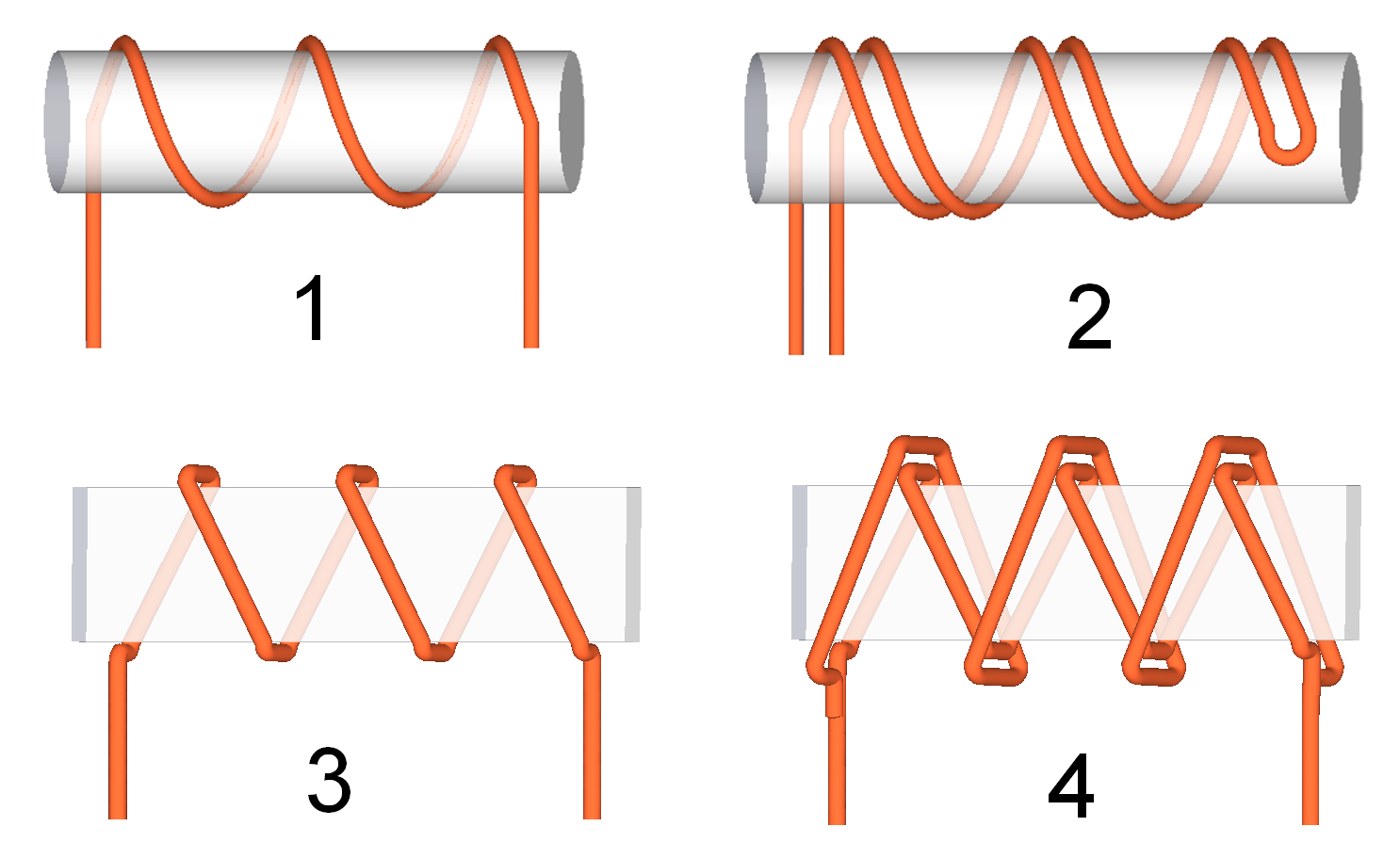
Různé typy vinutí, použitelné u rezistoru

Drátový rezistor je specifické konstrukční provedení rezistoru. Na keramickém tělísku je navinutý drát z vhodné odporové slitiny.
Typické slitiny užívané pro tyto účely jsou manganin a konstantan. Vhodné jsou i další tepelně odolné slitiny železa s niklem.
Drátové rezistory mohou být bez izolace, případně s izolační vrstvou (různé typy glazur). Ochrana může být zajištěna také vložením celého systému do keramické nebo kovové trubky.
Drátové rezistory vyhovují především pro malé hodnoty odporu do 100 Ohm. Přesto jsou dostupné až do hodnot 10 kOhm. Výhodou jsou vysoké ztrátové výkony a provoz při vysokých teplotách až do 800 °C. Drátové rezistory jsou dlouhodobě teplotně stabilní a je možné je vyrobit v úzkých tolerancích hodnot odporu. Drátové rezistory jsou také výrazně odolnější při pulsním zatěžování než srovnatelné vrstvové rezistory.
Jednoduše navinutý drátový rezistor je také vždy cívkou s poměrně vysokou indukčností. Proto závisí jeho impedance na frekvenci, což je za obvyklých podmínek nežádoucí. Použitím vhodného vinutí (například bifilárního) je možné indukčnost výrazně zmenšit.

## Příbuzné konstrukce
- Žhavicí vlákna žárovek, zářivek a elektronek jsou navinuta z tenkého odporového vodiče formou dvojité spirály. Vlákno je na koncích bodově přivařeno k nosným tyčinkám.
- Topné spirály v zařízeních pro elektrické vytápění jsou vinuté jako vzduchové cívky bez kostry nebo na kostře, která se ale dotýká vodiče jen v několika bodech, aby bylo zajištěno proudění ohřívaného vzduchu.
- Brzdové/rozjezdové rezistory u starších typů vozidel elektrické trakce. Tyto rezistory mohou být navinuty z páskového vodiče navysoko, jako samonosné.
- Reostat je vlastně specializovanou formou drátového rezistoru, kde hodnotu odporu nastavujeme pohyblivým kontaktem - jezdcem.